# Музей истории Бурятии
Музе́й исто́рии Буря́тии и́мени М. Н. Ханга́лова (бур. М. Н. Хангаловай нэрэмжэтэ Тγγхын музей) — исторический музей в городе Улан-Удэ, Республика Бурятия.

## История
9 мая 1919 года состоялось первое заседание «Общества изучения Прибайкалья», при котором был создан музей. Одним из первых экспонатов музея были настенные часы декабриста Н. А. Бестужева, которые он собрал во время каторги в Петровском заводе.
В 1921 году в здании бывшего Реального училища (ул. Ленина, 11) открылся Прибайкальский областной музей. В 1923 году постановлением Бурятского революционного комитета под представительством М. Н. Ербанова музей был реорганизован в Бурят-Монгольский национальный музей (Верхнеудинский краеведческий музей).
Музей начал работу в начале апреля 1924 года. Экспозиция занимала три комнаты. В музей были переданы экспонаты Бурвысткома и Прибгубвысткома, а также экспонаты Бурят-Монгольской АССР на Всероссийской сельскохозяйственной и кустарно-промышленной выставкe. Коллекция музея была разбита на три раздела: культурно-исторический, естественно-исторический и общественно-экономический. С 18 мая по 15 сентября 1924 года фонды пополнились на 1199 предметов. Осенью 1924 года музей начал переезжать в здание бывшего торгового пассажа купца Второва (ул. Ленина, 21).
С 18 по 23 мая 1930 года в музее прошла первая в Бурятии выставка бон и почтовых марок. Всего было выставлено до 1 000 бон и 400 марок.
12 июля 1983 года в Улан-Удэ начал работать Музей природы Бурятии, созданный на базе отдела природы Верхнеудинского краеведческого музея.
С 2011 года входит в состав Государственного автономного учреждения культуры РБ «Национальный музей Республики Бурятия».

## Тематические блоки экспозиции музея
- Этногенез бурятской народности. Археологические, лингвистические, этнографические и другие источники.
- Этнография коренных этносов: бурят и эвенков.
- Русское население Бурятии: состав населения, хозяйственная деятельность, города.
- Административная система управления в Сибири.
- Просвещение и культура Бурятии в XVIII—XIX веках.
- Деятели просвещения и науки.
- Революции 1905 и 1917 годов, гражданская война, персоналии, национальные движения.
- Образование Бурят-Монгольской АССР.
- Советский период.

## Коллекции музея

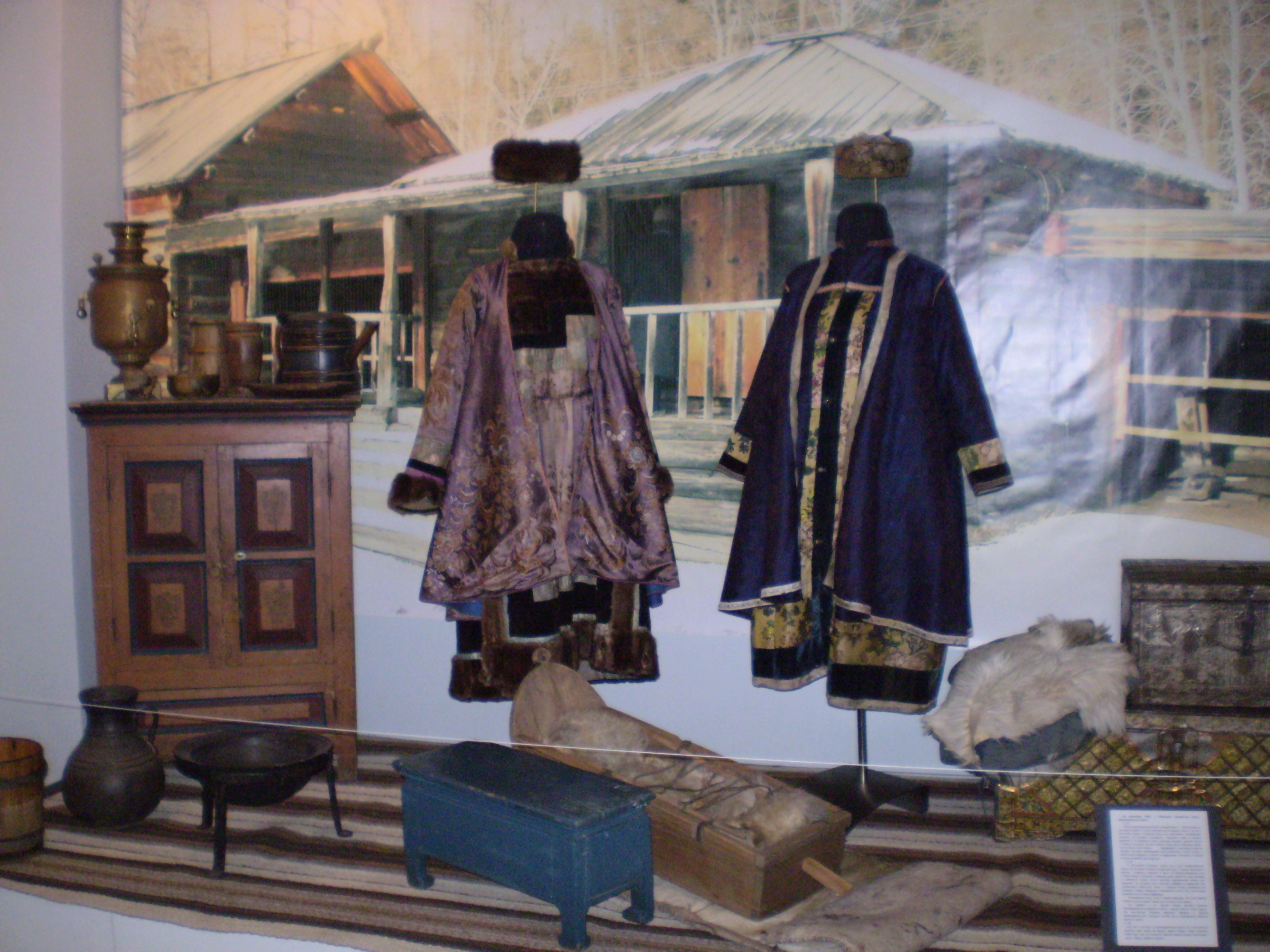
Фрагмент экспозиции музея

Площадь помещений для фондового хранения — 462 м². Общая площадь музея для хранения и показа коллекций — 1600 м².
В коллекциях музея хранится более 100 тысяч единиц хранения. Группы коллекций:
- Археологическая (начала формироваться до создания музея).
- Нумизматическая. Более 2000 предметов в коллекции медалей.
- Этнографическая.
- Религиозная: шаманизм, буддизм, православие (начала формироваться в 1930-е годы).
- Редких книг (начала формироваться в 1930-е годы). В 1979 году фонд редких книг был выделен из библиотеки музея.
- Документальная. 7562 единиц хранения документов с середины XIX века по 1999 год.
- Фотодокументальная. 7875 единиц хранения фотодокументов с 1870 года по 1988 год.
- Фонодокументальная. Грампластинки с записями русских народных песен, романсов, вальсов, арий из опер в исполнении И. С. Козловского, С. Я. Лемешева, Ф. И. Шаляпина и др.
- Кинодокументальная. 714 единиц хранения кинодокументов с 1930 года по 1989 год. Документальные фильмы о быте, жизни бурят и эвенков[8].
- Живопись, графика, предметы современности.

В 1992 году, после выхода Постановления Совета Министров СССР от 29 декабря 1990 года, православным храмам были переданы 490 культовых предмета.
До 1995 года коллекции музея хранились в здании Одигитриевского собора. В 1995 году вышло постановление Правительства Республики Бурятия о постепенной передаче здания собора Русской православной церкви. Переезд музея в современное здание продолжался до 1999 года.

### Фонды личного происхождения
- Фонд А. Д. Старцева: письма и фотографии, в том числе японских мастеров.
- Архив В. П. Гирченко: рукописи, статьи, газетные вырезки, тексты выступлений на конференциях, письма, фотографии и др.
- Фонд М. Н. Хангалова: дневники с записями об экспедициях за 1911—1917 годы, фотографии, удостоверение, список печатных трудов, квитанции, альбом с рисунками его дочери Софьи и др.
- Фонд первого бурятского учёного, профессора, историка, востоковеда Доржи Банзарова.

## Отдельные экспонаты

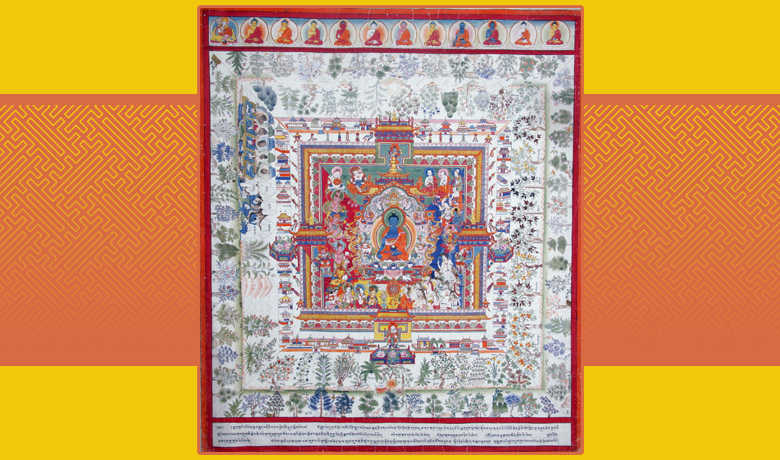

- В музее хранится экземпляр Атласа тибетской медицины. Атлас привезён эмчи-ламой Ш. Сунуевым в конце XIX века из тибетского монастыря Сэртог-мэмба. Атлас представляет собой комплект из 76 иллюстраций (наглядных пособий, выполненных в традиционной тибетской станковой живописи на холсте красками) к медицинскому трактату «Вайдурья-Онбо» («Голубой Берилл»), который в свою очередь, был написан как комментарий к ещё более древнему медицинскому трактату «Чжуд-Ши» («Четыре Тантры» или «Четверокнижие»). Иллюстрации были созданы в 1686—1689 гг. в Тибете, во времена правления Его Святейшества Далай ламы V, под руководством автора трактата «Голубой Берилл» Дэсрид Санджэй Гъятсо. Данный комплект Атласа как точнейшая копия иллюстраций XVII в. был выполнен в конце XIX века по инициативе и под руководством видного бурятского общественного, религиозного деятеля, дипломата и просветителя Агвана Доржиева (1853—1938), который занимал высокую должность при Тибетском теократическом государстве (во времена правления Его Святейшества Далай ламы XIII являлся министром финансов). C конца XIX в. по 1926 г. Атлас хранился и использовался в учебном процессе монахами, постигающими «Искусство врачевания» при Цугольском дацане Бурятии (в 1896 году в данном монастыре была открыта первая медицинская школа или факультет — Мамба-дацан). С 1926 по 1936—1937 гг. комплект находился в Ацагатском дацане, где в 1911 г. Чойнзоном Иролтуевым (1853—1918), видным религиозным и общественным деятелем, 11 Пандидо Хамбо ламой Забайкалья, другом и соратником Агвана Доржиева, была открыта вторая в Бурятии школа Тибетской медицины. С 1937 года и по сей день Атлас Тибетской медицины, уникальнейший памятник культуры, искусства, этнографии и медицины, находится на хранении в Национальном музее Республики Бурятия.
- В музее собрана коллекция костюмов и масок мистерии Цам.
- Рукопись эпоса Гэсэр в изложении бурятского сказителя Папы Тушемилова.

## Известные сотрудники
- Бажеев, Даниил Гаврилович (1907—1981) — историк, сотрудник и директор музея с 1936 по 1941 год и после Великой Отечественной войны.
- Дондокова, Нимацырен Данзановна ― российская бурятская художница, известна своими работами по буддийской живописи и иконописи, Лауреат II Республиканской премии имени Цыренжапа Сампилова[9].
- Хамзина, Евгения Алексеевна (1928—2015) — советский и российский археолог, педагог, заслуженный работник культуры Бурятской АССР. Работала в музее в начале 1950-х.

## Проекты музея

### Юрта улигершина

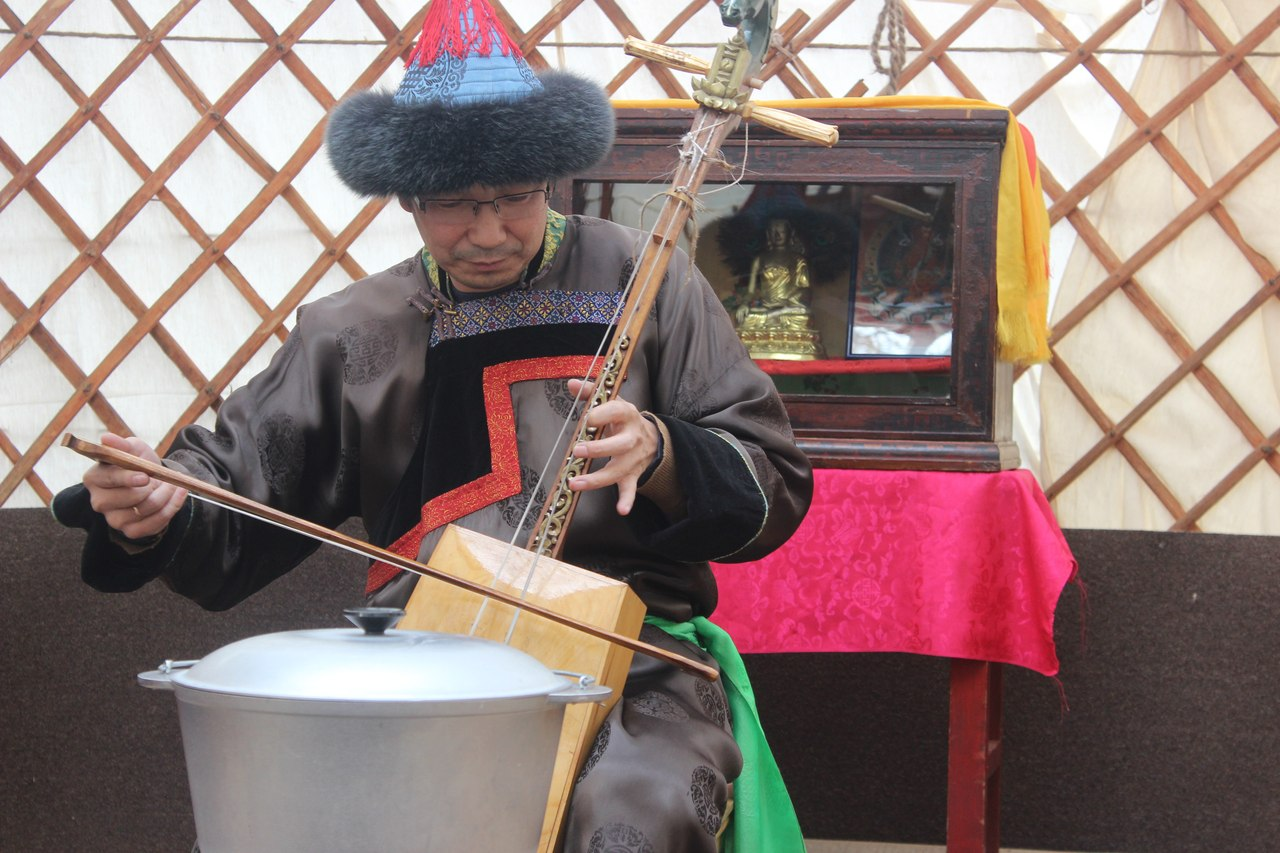

Интерактивное занятие проводится в настоящей бурятской юрте (hэеы гэр). Улигершин расскажет детям о культуре и традициях бурят, легенды, предания и народные сказки. В реализации проекта решаются следующие задачи, актуальные на сегодня: демонстрация и показ материальной и духовной культуры, сохранение бурятского языка и традиционной культуры, приобщение подрастающего поколения к истории и культуре, фольклорному наследию своего народа, развитие традиционных навыков исполнения улигеров, демонстрация историко-культурного наследия Бурятии в условиях развития туризма и туристской отрасли.
Жителям города, республики, особенно детям, а также туристам и гостям Бурятии будет интересно поговорить с улигершинами на любую тему, относительно родословных, традиционной культуры, фольклора и краеведения, пройти мастер-класс по игре на моринхуре и лимбе, узнать много интересного про бурятские головоломки, о традиционной пище бурят и т. д. Изюминкой проекта является исполнение улигера «Гэсэр». 